# Sebastián Tamayo
Pour les articles homonymes, voir Tamayo.
Tamayo  Martínez est un nom espagnol. Le premier nom de famille, en général paternel, est Tamayo ; le second, en général maternel, souvent omis, est Martínez.
Juan Sebastián Tamayo Martínez, né le 23 mai 1988 à Palestina (département de Caldas), est un coureur cycliste colombien des années 2000 et 2010. En 2014, il est membre de l'équipe continentale brésilienne Funvic Brasilinvest-São José dos Campos. Son frère aîné Diego est, aussi, cycliste professionnel.

## Repères biographiques
L'année 2012 est compliquée. Au printemps, l'UCI retire sa licence à l'équipe WIT, formation dans laquelle il avait rejoint son frère. Rapidement, il trouve un accord, pour disputer le reste de la saison avec la formation UPV - Bancaja, équipe de l'Élite amateur espagnole; cette dernière cherchant à se renforcer pour participer au Tour de Colombie. À la fin de la saison, n'ayant aucun contact avec des formations amateurs ou professionnelles en Europe, il opte pour un retour dans son pays natal, en signant avec GW Shimano. Cependant, il espère retourner, rapidement, sur le Vieux Continent et trouver une formation, pouvant l'héberger. Résident à Saragosse pendant cinq ans, il désire conserver sa carte de résidence espagnole.

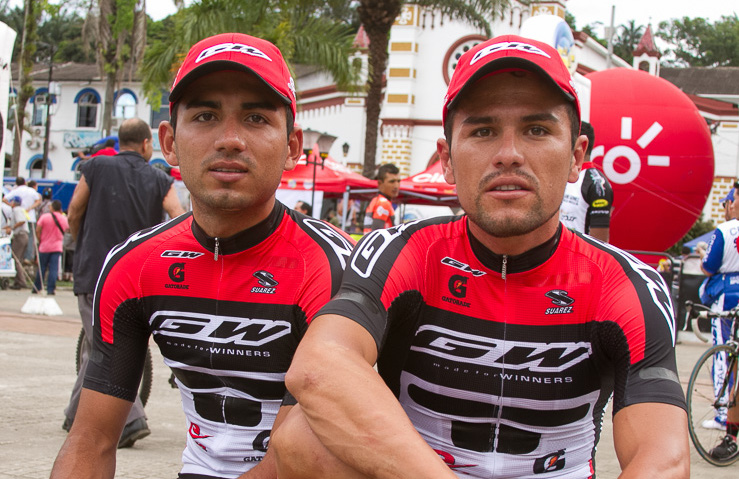
Sebastián avec à sa gauche son frère Diego avant le départ de la première étape du Clásico RCN 2013.

En avril 2013, il dispute, avec sa nouvelle équipe, le Tour du Guatemala (es). Bien qu'il aide son leader Óscar Sánchez à remporter la compétition, il réussit à monter sur la dernière marche du podium. Six semaines plus tard, il est au départ du Tour de Colombie. Lors de la première étape, disputée intégralement en Équateur, Sebastián Tamayo intègre l'échappée décisive de dix hommes. Stiber Ortiz règle au sprint, Tamayo, deuxième, et ses compagnons d'aventure, pour s'emparer du premier maillot de leader. Deux jours plus tard, Ortiz arrive à Pasto, décroché d'une dizaine de secondes du groupe des favoris, où a pris part Tamayo. Ce dernier s'empare de la tête du classement général. Il la garde quatre jours, jusqu'à son département d'origine. Lors de la septième étape, montagneuse, il ne peut suivre et son coéquipier Jonathan Millán le dépossède de sa tunique de leader. Huit jours plus tard, il termine la compétition à deux heures du vainqueur Óscar Sevilla.
Ces deux courses de l'UCI America Tour 2013 lui rapportent trente-neuf points. Au mois de novembre, il signe, en compagnie de Sánchez, en faveur de l'équipe continentale brésilienne Funvic Brasilinvest-São José dos Campos.
En février 2014, il dispute avec sa nouvelle formation le Tour du Brésil. Il s'impose lors de la deuxième étape. Le lendemain, il termine troisième et prend la tête de l'épreuve. Le contre-la-montre du quatrième jour lui fait perdre sa position.

## Palmarès
- 2008
  - Lazkaoko Proba
- 2009
  - 2e de l'Andra Mari Sari Nagusia
- 2010
  - 2e de la Lazkaoko Proba
  - 3e du Tour de la communauté de Madrid espoirs
- 2012
  - 1re étape du Tour de la province de Valence
  - 3e du Tour de la province de Valence
- 2013
  - 3e du Tour du Guatemala (es)
- 2014
  - 2e étape du Tour du Brésil-Tour de l'État de Sao Paulo

## Classements mondiaux
| Année            | 2014 | 2015 | 2016 | 2017  |
| ---------------- | ---- | ---- | ---- | ----- |
| UCI America Tour | 95e  | 233e |      | 477e  |
| UCI Asia Tour    |      |      | nc   |       |
| UCI Europe Tour  |      |      |      | 1396e |